# Daunus
Daunus, görög nevén: Daünosz, görög-római mitológiai alak. Lükaón árkádiai király fia volt. Egy illír sereg élén meghódította Dél-Itáliát, ahol megalapította Apulia királyságot. Nagy barátsággal fogadta az elűzött Diomédész argoszi királyt, hozzáadta leányát s neki ajándékozta országa egy részét is. Később összekülönböztek, s a hagyomány szerint Daunus megölte vejét. Vergilius Aeneis című munkájában Daunus az apja Turnusnak.